# Stromberg (Nadrenia-Palatynat)
Stromberg – miasto w Niemczech, w kraju związkowym Nadrenia-Palatynat, w powiecie Bad Kreuznach, wchodzi w skład gminy związkowej Langenlonsheim-Stromberg. Do 31 grudnia 2019 siedziba administracyjna gminy związkowej Stromberg.